# Wu Xiaoxuan
Wu Xiaoxuan (n. 26 ianuarie 1958, Hangzhou, Republica Populară Chineză) este o trăgătoare de tir ce a reprezentat Republica Populară Chineză, medaliată olimpică. A participat la o ediție a Jocurilor Olimpice (1984) în care a câștigat o medalie de aur și o medalie de bronz.